# Isabel Aunión Morro
Isabel Aunión Morro, conocida como La Negra, (Badajoz, 10 de septiembre de 1952 – Cornellá de Llobregat, 31 de julio de 2004) fue una sindicalista española y activista por los derechos de la mujer, pionera en la reivindicación de la igualdad salarial, en el Bajo Llobregat.

## Biografía
Aunión nació en Badajoz en 1952 en una familia de tradición republicana y de izquierdas. A los diez años emigró con su familia a Cataluña.
La escuela de Cornellá se ubicaba en un piso pequeño, abarrotado de niños, muy diferente de su primera escuela en una casa grande y soleada en Extremadura, pero a Isabel le gustaba estudiar, y supo combinar estudio y trabajo desde que entró a los 12 años en la empresa textil "Juanico Hermanos" de Esplugas de Llobregat. Se levantaba a las 5 de la mañana, se tomaba el trabajo como un juego y por la tarde iba a la escuela. A los 18 años pasó a la empresa de aspiradoras "Nilfis", también en Esplugas, y allí contactó con un grupo de jóvenes con los que hacía excursiones y se introducía en la oposición al franquismo. Poco después, Isabel Aunión se incorporó a la empresa "Siemens" y entró de lleno en el movimiento obrero. Tuvo que silenciar que estaba casada para conseguir el puesto de trabajo. En la "Siemens", Aunión se hizo obrera especialista en la sección de motores, y después en la de diferenciales.

## Acción sindical
Conocida por "La Negra", porqué solía vestir de este color, Aunión se sumergió de lleno en el movimiento clandestino y, al mismo tiempo, en la lucha sindical por la mejora de las condiciones laborales.
En 1975 se presentó a las elecciones sindicales dentro de las candidaturas unitarias y democráticas que se enfrentaban al Sindicato Vertical franquista. A pesar de que la proporción de hombres y mujeres en la Siemens era de 4 a 1, y que el movimiento sindical se encontraba dominado por hombres no muy sensibilizados por la igualdad de género, ella fue elegida con un gran número de votos, y no dejó de ser representante sindical hasta que en 1984, con 32 años, aceptó el despido pactado con la empresa.

## Actividad política
De muy joven, Isabel Aunión militó en Bandera Roja, una organización donde se formó políticamente con los clásicos del socialismo. En 1974 se incorporó al Partido Socialista Unificado de Cataluña (PSUC), donde llegó a pertenecer al Comité Central.
Como sindicalista, militó en las Comisiones Obreras de barrios y fábrica, y participó activamente en numerosas luchas políticas y sindicales en la comarca del Bajo Llobregat, en especial en las huelgas generales de 1974 y 1976.  
En 1976 participó también en el Congreso de Cultura Catalana, la primera gran movilización nacionalista ocurrida después de la dictadura.

## Muerte y reconocimientos
Isabel Aunión murió el 31 de julio de 2004 como consecuencia de una larga enfermedad.
El ayuntamiento de Cornellá de Llobregat la homenajeó en 2009 dedicándole una calle abierta en los terrenos que había ocupado la empresa Siemens.